# Cathegesis
Cathegesis is een geslacht van vlinders van de familie tastermotten (Gelechiidae).

## Soorten
- C. angulifera (Walsingham, 1897)
- C. psoricopterella (Walsingham, 1891)
- C. vinitincta Walsingham, 1910